# Gerbathodes yocohamae
Gerbathodes yocohamae är en fjärilsart som beskrevs av Embrik Strand 1921. Gerbathodes yocohamae ingår i släktet Gerbathodes och familjen nattflyn. Inga underarter finns listade i Catalogue of Life.